# 宝莱特·布尔乔亚
宝莱特·布尔乔亚（Paulette Bourgeois，1951年7月20日—），系加拿大儿童文学作家，因创作《小乌龟富兰克林》（该角色以图画书的形式上市，由多伦多本地人Brenda Clarkis配图）而闻名。此书在全世界的销量超过了6000万册，并被译成38种语言。一部动画片系列、商品、DVD和多功能电影是在该角色的基础上制成的。

## 教育和早期职业
布尔乔亚出生于马尼托巴省温尼伯市，她1974年毕业于西安大略大学，在职业治疗方面获理学士学位。在集中写作之前，她当了三年的精神病类职业治疗师。她在卡尔顿大学攻读新闻学，之后成为《渥太华公民报》（Ottawa Citizen）和加拿大国营频道（CBC Television）的记者。她来到华盛顿后成了一名自由记者，为《生活》（Canadian Living）等杂志撰稿。1983年，她回到了多伦多市。2009年，布尔乔亚毕业于不列颠哥伦比亚大学的“创造性写作”（Creative Writing），获得艺术硕士专业学位（MFA）。

## 富兰克林
她的第一个孩子娜塔莉（Natalie）出生后，布尔乔亚决定写一本儿童读物。她的灵感来源于电视剧《风流军医俏护士》其中一集的人物Hawkeye Pierce（此人是幽闭恐怖症患者，他在这一集中拒绝进入一个洞穴，并说了一句话：“我若是一头乌龟，我会怕自己的壳。”）。《富兰克林在黑暗之后》（After Franklin in the Dark）由Brenda Clark配图并在1986年出版。
同时，宝莱特又是一本有关青春期的书：《你和我的变化》（Changes in You and Me）的作者，《奥玛的被子》（Oma's Quilt）以及《大个子萨拉的小靴子》（Big Sarah's Little Boots）等等，都被加拿大国家电影局编成了小影片。
宝莱特还为孩子们创作了数十部非小说类的书，包括“奇怪系列”（the Amazing series）、“我家附近”系列（In My Neighbourhood series）、《太阳》和《月亮》。她已是《主妇》杂志（Homemaker's Magazine）的专栏作家，为《生活》（Canadian Living）、《今日父母》（Today's Parent）等杂志撰稿，并为The Bee Talker（在CBC电视台的纪录片节目《The Nature of Things》获播）提供了概念和最先的研究资料。
此外，她还写了三集的电视纪录片系列：《令人毛骨悚然的加拿大》（Creepy Canada），最近则完成了全集的剧情片：《可爱的苗条女士》（Loving Mrs. Twiggy）。
她有两个已成年的孩子：娜塔莉和戈尔登（Gordon），他们都住在安大略省的多伦多市。 

## 荣誉
2003年，布尔乔亚成为加拿大勋章成员（CM，法语：Membre de l'ordre du Canada）。2007年，她获其母校西安大略大学颁发的法律荣誉博士学位，还获得了加拿大职业治疗协会的梅里特奖（Award of Merit）。

## 精选作品
- 《锁定目标，准备好……：有关奥林匹克的那时与这时》（On Your Mark, Get Set ...: All About the Olympics Then and Now）(1987)
- 《奇怪的苹果树》（The Amazing Apple Book）(1987)
- 《奇怪的纸书》（The Amazing Paper Books）(1989)
- 《从外空开始：太阳》）Starting with Space: The Sun）(1995)
- 《从外空开始：月亮》（Starting with Space: The Moon）(1995)
- 《奥玛的被子》（Oma's Quilt）(2001)